# プサマテー
プサマテー（古希: Ψαμάθη, Psamathē）は、ギリシア神話の女神、あるいは女性である。長母音を省略してプサマテとも表記される。
- ネーレーイデスの1人
- クロトーポスの娘

の2人がいる。以下に説明する。

## ネレイデスの1人
このプサマテーは、ネーレウスとドーリスの娘たち（ネーレーイデス）の1人で、アイアコスとの間にポーコスを生んだ。しかしアイアコスとの交わりを嫌い、アザラシに変じて海に身を投じた。その後エジプト王プローテウスとの間にテオクリュメノス、テオノエー（エイドオー）を生んだ。
プサマテーは息子のポーコスがペーレウスとテラモーンに殺されたため、後にペーレウスがトラーキア王ケーユクスのところに亡命していたとき、プサマテーは巨大な狼を送ってペーレウスの家畜を襲わせた。知らせを聞いたペーレウスはプサマテーが息子の死を忘れていないのだと考え、プサマテーに許しを乞ったが、プサマテーは許さず、テティスがペーレウスのために許しを乞ってようやく許した。しかし狼は家畜の殺戮をやめなかったため、プサマテーは狼を大理石に変えたという。
別の話では狼が現れたのはペーレウスがイーロスの息子エウリュティオーンを殺した後のことで、プサマテーとの関連は語られていない。
海王星の第10衛星プサマテはプサマテーにちなんで名付けられた。

## クロトーポスの娘
このプサマテーは、アルゴス王、クロトーポスの娘で、アポローンの子リノスの母。プサマテーはリノスが生まれると、父を恐れて赤子を捨て、リノスはクロトーポスの家畜の番犬によって喰い殺された。アポローンは怒って怪物ポイネーをアルゴスに送った。ポイネーはアルゴスの子供たちをさらったが、コロイボスによって退治された。